# Матюшинская
Матюшинская — деревня в Вельском районе Архангельской области. Входит в состав муниципального образования «Верхнеустькулойское». Имеет местное неофициальное название Машково.

## География
Деревня расположена в южной части Архангельской области, в таёжной зоне, в пределах северной части Русской равнины, в 22 километрах на юг от города Вельска, на левом берегу реки Ваги. Ближайшие населённые пункты: на юге деревня Савинская, на востоке, на противоположенном берегу реки, деревни Теплухинская и Лыткинская.
Часовой пояс
Матюшинская, как и вся Архангельская область, находится в часовой зоне МСК (московское время). Смещение применяемого времени относительно UTC составляет +3:00.

## Население
| 2002 | 2010 | 2012 | 2014 |
| ---- | ---- | ---- | ---- |
| 11   | ↘2   | ↗4   | ↗6   |

## История
Указана в «Списке населённых мест по сведениям 1859 года» в составе Вельского уезда(2-го стана) Вологодской губернии под номером «2575» как «Матюшинская(Машково)». Насчитывала 11 дворов, 29 жителей мужского пола и 37 женского.
В материалах оценочно-статистического исследования земель Вельского уезда упомянуто, что в 1900 году в административном отношении деревня входила в состав Усть-Кулойского сельского общества Устьвельской волости. На момент переписи в селении Матюшинское(Машково) находилось 19 хозяйств, в которых проживало 50 жителей мужского пола и 52 женского.
В деревне находилась часовня приписанная к приходу Усть-Кулойской Благовещенской церкви.